# Krummennaab
Krummennaab är en kommun och ort i Landkreis Tirschenreuth i Regierungsbezirk Oberpfalz i förbundslandet Bayern i Tyskland.
Kommunen ingår i kommunalförbundet Krummennaab tillsammans med kommunen Reuth bei Erbendorf.